# Roman Sonnenberg
Roman Sonnenberg (ur. 14 kwietnia 1947 we Wrocławiu) – polski klawiszowiec i wokalista rockowy, bluesowy i popowy.

## Życiorys
Uczęszczał do Państwowej Szkoły Muzycznej I st. we Wrocławiu. W latach 1966–1970 liderował założonej przez siebie grupie Dogmaty, która z końcem 1969 roku po połączeniu się z byłymi muzykami zespołu Pro et Contra, zmieniła nazwę na Awers pod którą działała prawie do końca 1970 roku. Już w 1966 roku Dogmaty zajęły II miejsce podczas I Przeglądu Muzyki Rytmicznej we Wrocławiu, tym samym wchodząc do czołówki wrocławskich zespołów młodzieżowych. Zaś w 1967 roku jako pierwsza formacja beatowa z tego grona, wprowadziła do swojego składu sekcję instrumentów dętych, ponieważ w pierwszych latach działalności grała muzykę spod znaku wytwórni Tamla Motown i tzw. Detroit Sound. Do największych sukcesów grupy, która wówczas chwilowo używała nazwy Dogmaty '68 – zalicza się dwukrotne zdobycie „Złotej Gitary” wrocławskiego klubu Pałacyk oraz zajęcie II miejsca na Przeglądzie Wrocławskich Zespołów Młodzieżowych, tuż za grupą Romuald & Roman. Zarówno przez zespół Dogmaty, jak i przez Awers, przewinęli się m.in. Zbigniew Czwojda, Ryszard „Gwalbert” Misiek, Ryszard Sroka (Awers), Aleksander Mrożek (w 1970 roku Awers wystąpił na II Przeglądzie Amatorskich Grup Muzycznych w Chodzieży, gdzie gitarzysta otrzymał wyróżnienie), Kazimierz Cwynar (Awers), czy Stanisław Wolski (kierownik literacki Awersu). Po rozwiązaniu zespołu, muzyk jeździł na zagraniczne kontrakty m.in. do Danii i Niemiec, jako członek zespołów: Dom Rodzinny (1972–1974), Kalejdoskop vel Kaleidoscope (1974–1976), Florida Band (1976–1989) i Party Tour (1996–2015) – z którą to formacją, wielokrotnie występował na Pikniku Country w Mrągowie oraz gościł na festiwalu country Fan Fair w Nashville w roku 2000. Zespół ma na koncie także dwa albumy, tj.: Pędź przed siebie (1998) i Jadę sam (2002). W kolejnych latach pianista grał też w zespole Romans Band. Często bierze udział w jam sessions w klubie Włodzimierza Krakusa „Liverpool” we Wrocławiu.
Gra na instrumentach: pianino Fendera, organy Hammonda oraz keyboardy marki: Korg, Kurzweil i Akai.

## Życie prywatne
Ojciec wokalisty rockowego Piotra Sonnenberga.

## Dyskografia

### Albumy
- Party Tour – Pędź przed siebie (CD, Luna LUNACD 40, 1998)
- Party Tour – Jadę sam (CD, Party Tour Record, 2002)